# 尾瀬戸倉温泉
尾瀬戸倉温泉（おぜとくらおんせん）は、群馬県利根郡片品村にある山あいの温泉。景勝地である尾瀬の玄関口である大清水登山口に開けた新興の温泉地である。鎌田温泉、片品温泉、幡谷温泉、丸沼温泉の4つの温泉と共に片品温泉郷を構成している。

## 泉質
- ナトリウム-塩化物・硫酸塩泉またはアルカリ性単純温泉
- 泉温　38度

### 効能
- 神経痛、リウマチ、創傷など

※注 効能は万人に対してその効果を保証するものではない

## 温泉街
村内を通る国道401号沿いに約40軒の旅館、民宿、ペンションなどが軒を構え、そのうち20数棟が温泉を引湯している。尾瀬戸倉地区は温泉地としてだけでなく、尾瀬観光の拠点としても知られ、また鳩待峠、武尊山、日光白根山などの登山客、尾瀬戸倉スキー場、尾瀬岩鞍スキー場などのスキー客などが利用する一大リゾート地となっている。その他、野球場二面、テニスコート六面、サッカー場二面があり、スポーツ合宿、レクリエーションのメッカにもなっている。尾瀬温泉センターは廃校になった旧校舎を利用した日帰り温泉施設で、利用客が多かった（現在は休業中）。
源泉は3箇所あり、それぞれの宿に引湯している。

## 歴史
歴史は至って新しく、1990年代の開湯である。2000年に新たな源泉を掘鑿している。

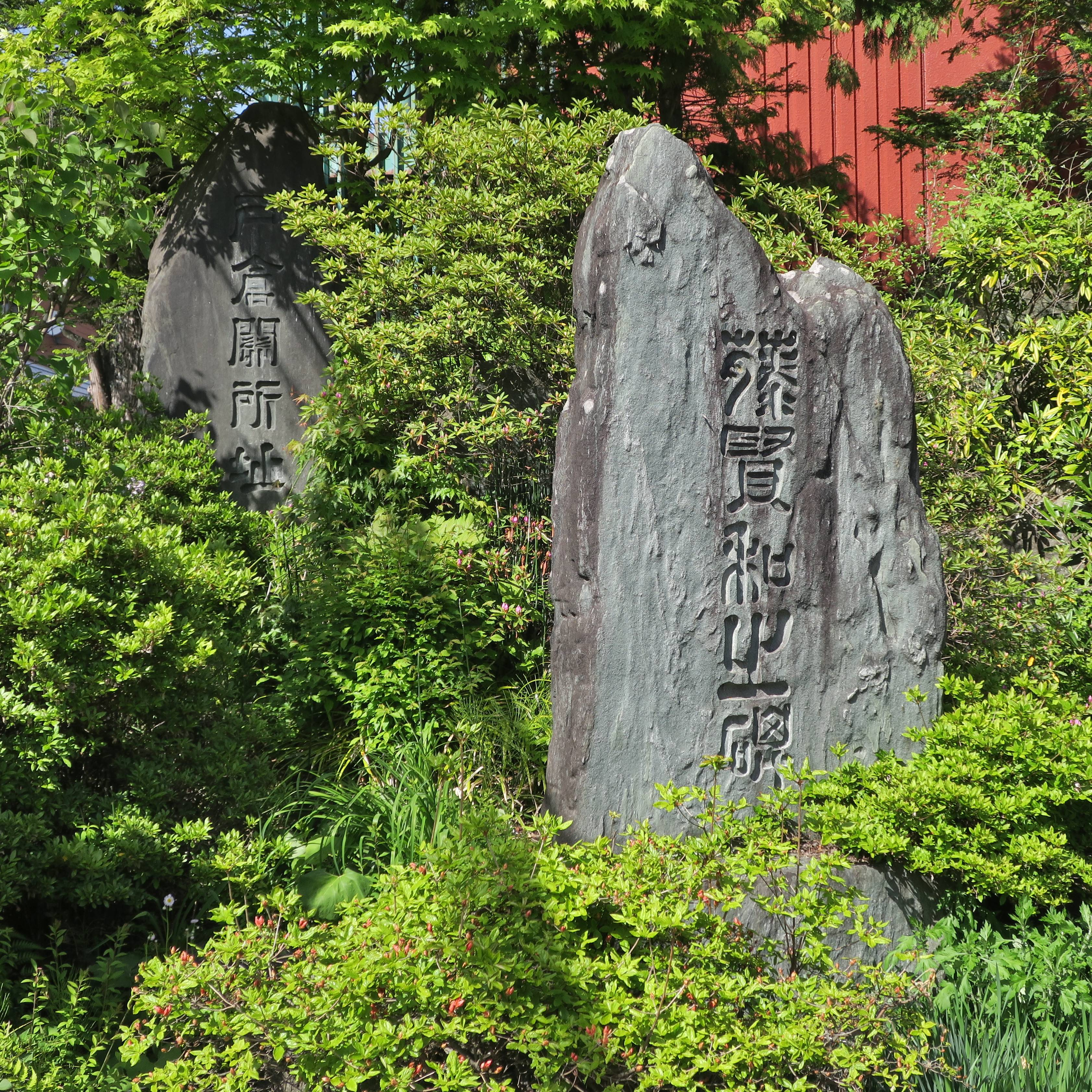
戸倉関所跡と藤賢和（萩原賢和）出生地の碑
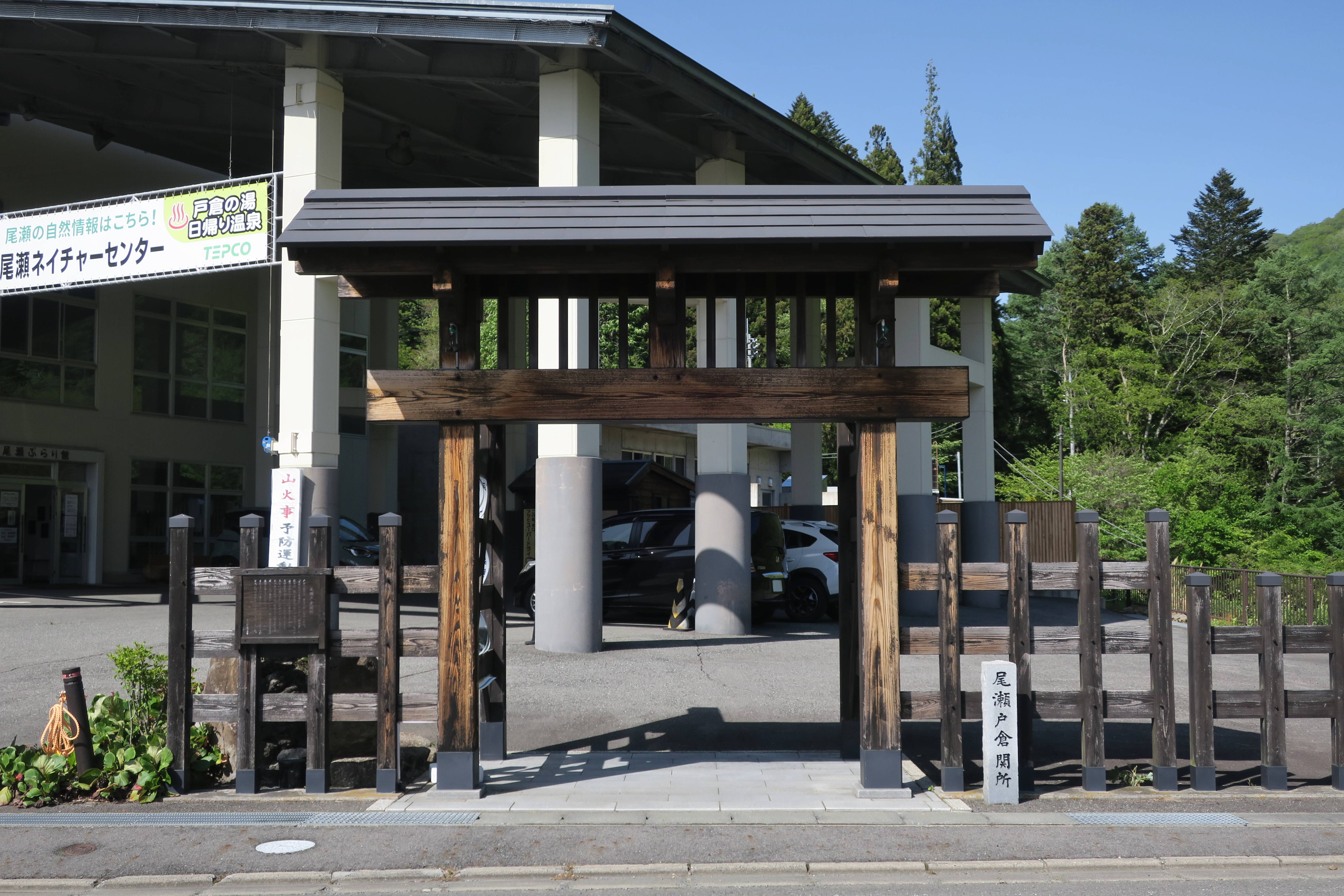
尾瀬戸倉関所（復元）

## アクセス
- 鉄道 : 上越線沼田駅からバス